# 1813 dans les chemins de fer
chronologie des chemins de fer
1812 dans les chemins de fer - 1813 - 1814 dans les chemins de fer

## Évènements
- William Hedley met au point sa locomotive expérimentale Black Billy, dont la puissance s'avère insuffisante mais à partir de laquelle il développe Puffing Billy.

## Naissances
- France, Camille Polonceau le 29 octobre, ingénieur aux chemins de fer[1], ayant son nom inscrit sur la tour Eiffel.

## Décès
- x